# Wim Bronzwaer
Prof. dr. Wilhelmus "Wim" Jozef Maria Bronzwaer, vaak W. Bronzwaer, (Heerlen, 15 mei 1936 - Nijmegen, 20 januari 1999), was een Nederlands wetenschapper en van 1974 tot 1999 hoogleraar Algemene literatuurwetenschappen aan de Radboud Universiteit Nijmegen. Hier was hij zelf in 1954 met de studie Engels begonnen. Hij promoveerde in 1970 bij de hoogleraren G. Storms en Birrell, waarna hij nog met regelmaat bleef publiceren.
Bronzwaer was anglist, maar kende evenwel de Duitse, de Franse en de Nederlandse literatuur grondig. Zijn kennis over de Nederlandse poëzie blijkt met name uit zijn laatst verschenen grote werk "Lessen in lyriek".

## Publicaties
Voor een complete lijst van Bronzwaers publicaties, zie Léon Stappers bibliografie.
- Tense in the Novel - An Investigation of Some Potentialities of Linguistic Criticism (Proefschrift, Wolters-Noordhoff Publishing, Groningen, 1970)
- Tekstboek algemene literatuurwetenschap, W. Bronzwaer, D.W. Fokkema, 1977
- De vrije ruimte, 1986
- Tussen muziek en literatuur - Een hoofdstuk uit Simon Vestdijks poëtica, 1989
- Lessen in lyriek, 1993